# Mercats disputats
La teoria dels mercats disputats o (en anglès "contestable markets") va ser donada a conèixer per primera vegada per William J. Baumol, John C. Panzar i Robert D. Willig el 1982 titulada "Constestable Markets and the Theory of Industry Structure" (Els mercats disputats i la teoria de l'estructura industrial). Aquesta teoria tracta de demostrar que un mercat monopolista o oligopolista pot arribar a assemblar-se bastant a una estructura de mercat competitiu. Es basa en la idea que una empresa en situació de monopoli és amenaçada per competidors potencials, candidats a entrar al mercat, podent en qualsevol moment acabar amb la seva posició dominant. Perquè això no passi, i considerant que realitza pràctiques legítimes, l'empresa monopolista no té més opció que prendre mesures properes a la competència perfecta, per exemple disminuint el seu preu de venda fins que sigui igual al cost marginal, millorant i innovant el producte o servei, etc, cosa que provoca que el seu poder monopolista de mercat es vegi progressivament notablement minvat.